# Махкамов, Бобо
Бобо Махкамов (1919—1986) — министр внутренних дел Таджикской ССР, генерал внутренней службы 2-го ранга (1968).

## Биография
В 1940 окончил школу НКВД в Ташкенте. 
С 17 апреля 1954 до 26 ноября 1972 (по другим данным до января 1973) являлся министром внутренних дел Таджикской ССР, с рабочим кабинетом в Душанбе.

### Звания
- полковник внутренней службы;
- генерал внутренней службы 3-го ранга (31 августа 1957);
- генерал внутренней службы 2-го ранга (22 ноября 1968).